# 古德斯普林斯 (沃克縣)
古德斯普林斯（英語：Goodsprings）是位於美國阿拉巴馬州沃克縣的一個非建制地區。該地的面積和人口皆未知。

## 地理
古德斯普林斯的座標為33°40′08″N 87°13′54″W / 33.66889°N 87.23167°W，而該地的平均海拔高度為180米（即591英尺）。